# Campeonato de Primera D 2019-20
El Campeonato de Primera D 2019-20 fue la septuagésima primera edición del torneo, quinta categoría del fútbol argentino en el orden de los clubes directamente afiliados a la AFA. 
El nuevo participante fue el Club Sportivo Barracas, descendido de la Primera C 2018-19.
El torneo fue suspendido provisionalmente después de la disputa parcial de la sexta fecha del Torneo Clausura, por las medidas gubernamentales para evitar la propagación de la covid-19. Finalmente, el 28 de abril, la Asociación del Fútbol Argentino canceló el torneo a causa de la extensión de la pandemia.

## Ascensos y descensos
| Posición  | Ascendidos a la Primera C 2019-20 |
| --------- | --------------------------------- |
| 1.º       | Argentino de Merlo                |
| Gan. red. | Real Pilar                        |

| Promedio | Descendido de la Primera C 2018-19 |
| -------- | ---------------------------------- |
| 20.º     | Sportivo Barracas                  |

- De esta manera, el número de participantes disminuyó a 14 equipos.

## Equipos participantes
| Equipo                   | Ciudad            | Estadio                  | Capacidad |
| ------------------------ | ----------------- | ------------------------ | --------- |
| Argentino                | Rosario           | José Martín Olaeta       | 6800      |
| Atlas                    | General Rodríguez | Ricardo Puga             | 2500      |
| Central Ballester        | José León Suárez  | No posee                 | -         |
| Centro Español           | Villa Sarmiento   | No posee                 | -         |
| Claypole                 | Claypole          | Rodolfo Vicente Capocasa | 1000      |
| Defensores de Cambaceres | Ensenada          | 12 de Octubre            | 8500      |
| Deportivo Paraguayo      | Buenos Aires      | No posee                 | -         |
| Juventud Unida           | San Miguel        | Ciudad de San Miguel     | 3200      |
| Liniers                  | San Justo         | Juan Antonio Arias       | 3500      |
| Lugano                   | Tapiales          | José María Moraños       | 1500      |
| Muñiz                    | Muñiz             | No posee                 | -         |
| Puerto Nuevo             | Campana           | Rubén Carlos Vallejos    | 500       |
| Sportivo Barracas        | Buenos Aires      | No posee                 | -         |
| Yupanqui                 | Buenos Aires      | No posee                 | -         |

| 1. 2. 3. 4. 5. |

### Distribución geográfica de los equipos
| Región                                   | Cant. | Equipos                                                                              |
| ---------------------------------------- | ----- | ------------------------------------------------------------------------------------ |
| Conurbano bonaerense                     | 7     | Central Ballester, Centro Español, Claypole, Juventud Unida, Liniers, Lugano y Muñiz |
| Ciudad de Buenos Aires                   | 3     | Deportivo Paraguayo, Sportivo Barracas y Yupanqui                                    |
| Interior de la provincia de Buenos Aires | 2     | Atlas y Puerto Nuevo                                                                 |
| Gran La Plata                            | 1     | Defensores de Cambaceres                                                             |
| Ciudad de Rosario                        | 1     | Argentino                                                                            |

## Formato

### Ascenso
Los 14 participantes se debían enfrentar en dos ruedas por el sistema de todos contra todos. Ambas constituían dos torneos separados, llamados Apertura y Clausura, que clasificarían a los respectivos ganadores a una final que consagraría al campeón, que obtendría el ascenso a la Primera C. En caso de que un mismo equipo ganase ambos concursos, sería declarado campeón. Habría un segundo ascendido, que se definiría por un torneo reducido por eliminación directa, con formato a determinar, según fuera un mismo equipo o dos distintos los ganadores de ambas fases. Al cancelarse el torneo, los ascensos se disputan en el Campeonato Transición de Primera D 2020.

### Desafiliación temporaria
El equipo que ocupara la última posición de la tabla general, sumatoria de los torneos Apertura y Clausura, perdería su afiliación por un año. Debido a la cancelación del torneo, la desafiliación temporaria fue suspendida.

### Clasificación a la Copa Argentina 2019-20
Los primeros tres equipos de la tabla final del Torneo Apertura clasificarán a los treintaidosavos de final de la Copa Argentina 2019-20.

## Torneo Apertura

### Tabla de posiciones final
| Pos. | Equipo                   | Pts. | PJ | PG | PE | PP | GF | GC | Dif. |
| ---- | ------------------------ | ---- | -- | -- | -- | -- | -- | -- | ---- |
| 01.º | Liniers                  | 28   | 13 | 9  | 1  | 3  | 20 | 11 | 9    |
| 02.º | Sportivo Barracas        | 27   | 13 | 8  | 3  | 2  | 20 | 9  | 11   |
| 03.º | Claypole                 | 27   | 13 | 8  | 3  | 2  | 18 | 8  | 10   |
| 04.º | Atlas                    | 20   | 13 | 6  | 2  | 5  | 14 | 13 | 1    |
| 05.º | Juventud Unida           | 20   | 13 | 6  | 2  | 5  | 16 | 16 | 0    |
| 06.º | Centro Español           | 18   | 13 | 5  | 3  | 5  | 15 | 16 | −1   |
| 07.º | Yupanqui                 | 17   | 13 | 4  | 5  | 4  | 12 | 10 | 2    |
| 08.º | Defensores de Cambaceres | 16   | 13 | 4  | 4  | 5  | 19 | 18 | 1    |
| 09.º | Lugano                   | 16   | 13 | 3  | 7  | 3  | 7  | 10 | −3   |
| 10.º | Deportivo Paraguayo      | 15   | 13 | 4  | 3  | 6  | 15 | 17 | −2   |
| 11.º | Puerto Nuevo             | 13   | 13 | 3  | 4  | 6  | 10 | 19 | −9   |
| 12.º | Central Ballester        | 12   | 13 | 3  | 3  | 7  | 11 | 17 | −6   |
| 13.º | Argentino de Rosario     | 11   | 13 | 3  | 2  | 8  | 7  | 14 | −7   |
| 14.º | Muñiz                    | 10   | 13 | 2  | 4  | 7  | 9  | 17 | −8   |

|  | Ganador. Habría jugado la final por el título de campeón y clasificó a la Copa Argentina 2019-20. |
|  | Clasificados a la Copa Argentina 2019-20.                                                         |

#### Evolución de las posiciones
| Equipo / Fecha           | 1    | 2    | 3    | 4    | 5    | 6    | 7    | 8    | 9    | 10   | 11   | 12   | 13   |
| ------------------------ | ---- | ---- | ---- | ---- | ---- | ---- | ---- | ---- | ---- | ---- | ---- | ---- | ---- |
| Argentino de Rosario     | 10.º | 14.º | 14.º | 10.º | 13.º | 11.º | 11.º | 13.º | 14.º | 12.º | 13.º | 13.º | 13.º |
| Atlas                    | 04.º | 02.º | 02.º | 01.º | 05.º | 02.º | 04.º | 03.º | 03.º | 03.º | 04.º | 04.º | 04.º |
| Central Ballester        | 09.º | 13.º | 10.º | 08.º | 08.º | 08.º | 09.º | 08.º | 11.º | 08.º | 11.º | 12.º | 12.º |
| Centro Español           | 10.º | 09.º | 06.º | 06.º | 07.º | 07.º | 07.º | 07.º | 05.º | 05.º | 05.º | 05.º | 06.º |
| Claypole                 | 07.º | 05.º | 07.º | 07.º | 06.º | 05.º | 02.º | 02.º | 02.º | 02.º | 02.º | 03.º | 03.º |
| Defensores de Cambaceres | 04.º | 08.º | 08.º | 05.º | 04.º | 04.º | 06.º | 06.º | 07.º | 07.º | 10.º | 08.º | 08.º |
| Deportivo Paraguayo      | 02.º | 04.º | 05.º | 09.º | 10.º | 12.º | 13.º | 14.º | 13.º | 13.º | 12.º | 10.º | 10.º |
| Juventud Unida           | 04.º | 07.º | 04.º | 04.º | 02.º | 03.º | 05.º | 05.º | 06.º | 06.º | 07.º | 06.º | 05.º |
| Liniers                  | 01.º | 01.º | 01.º | 03.º | 01.º | 01.º | 01.º | 01.º | 01.º | 01.º | 01.º | 01.º | 01.º |
| Lugano                   | 07.º | 09.º | 13.º | 13.º | 09.º | 10.º | 08.º | 10.º | 10.º | 09.º | 06.º | 09.º | 09.º |
| Muñiz                    | 13.º | 12.º | 12.º | 14.º | 14.º | 14.º | 14.º | 12.º | 12.º | 14.º | 14.º | 14.º | 14.º |
| Puerto Nuevo             | 14.º | 06.º | 09.º | 11.º | 11.º | 09.º | 10.º | 09.º | 09.º | 11.º | 09.º | 11.º | 11.º |
| Sportivo Barracas        | 03.º | 03.º | 03.º | 02.º | 03.º | 06.º | 03.º | 04.º | 04.º | 04.º | 03.º | 02.º | 02.º |
| Yupanqui                 | 10.º | 09.º | 11.º | 12.º | 12.º | 13.º | 12.º | 11.º | 08.º | 10.º | 08.º | 07.º | 07.º |

|  |

### Resultados
| Fecha 1                  | Fecha 1   | Fecha 1              | Fecha 1                  | Fecha 1         | Fecha 1 |
| Local                    | Resultado | Visitante            | Estadio                  | Fecha           | Hora    |
| ------------------------ | --------- | -------------------- | ------------------------ | --------------- | ------- |
| Muñiz                    | 1 - 3     | Liniers              | Ciudad de San Miguel     | 6 de septiembre | 15:30   |
| Deportivo Paraguayo      | 2 - 0     | Puerto Nuevo         | Juan Antonio Arias       | 7 de septiembre | 15:30   |
| Defensores de Cambaceres | 1 - 0     | Argentino de Rosario | 12 de Octubre            | 8 de septiembre | 15:30   |
| Centro Español           | 0 - 1     | Atlas                | Carlos Alberto Sacaan    | 8 de septiembre | 15:30   |
| Sportivo Barracas        | 2 - 1     | Central Ballester    | Nuevo Francisco Urbano   | 9 de septiembre | 15:30   |
| Claypole                 | 0 - 0     | Lugano               | Rodolfo Vicente Capocasa | 9 de septiembre | 15:30   |
| Juventud Unida           | 1 - 0     | Yupanqui             | Ciudad de San Miguel     | 9 de septiembre | 15:30   |

| Fecha 2              | Fecha 2   | Fecha 2                  | Fecha 2               | Fecha 2          | Fecha 2 |
| Local                | Resultado | Visitante                | Estadio               | Fecha            | Hora    |
| -------------------- | --------- | ------------------------ | --------------------- | ---------------- | ------- |
| Atlas                | 2 - 0     | Defensores de Cambaceres | Ricardo Puga          | 13 de septiembre | 15:30   |
| Central Ballester    | 0 - 1     | Liniers                  | Ciudad de San Miguel  | 14 de septiembre | 15:30   |
| Argentino de Rosario | 0 - 1     | Claypole                 | José Martín Olaeta    | 14 de septiembre | 15:30   |
| Deportivo Paraguayo  | 1 - 1     | Muñiz                    | Juan Antonio Arias    | 15 de septiembre | 11:00   |
| Puerto Nuevo         | 3 - 1     | Juventud Unida           | Rubén Carlos Vallejos | 15 de septiembre | 12:00   |
| Yupanqui             | 1 - 1     | Centro Español           | Merlo                 | 17 de septiembre | 15:30   |
| Lugano               | 1 - 2     | Sportivo Barracas        | José María Moraños    | 17 de septiembre | 15:30   |

| Fecha 3                  | Fecha 3   | Fecha 3              | Fecha 3                  | Fecha 3          | Fecha 3 |
| Local                    | Resultado | Visitante            | Estadio                  | Fecha            | Hora    |
| ------------------------ | --------- | -------------------- | ------------------------ | ---------------- | ------- |
| Liniers                  | 4 - 1     | Lugano               | Juan Antonio Arias       | 21 de septiembre | 11:00   |
| Juventud Unida           | 1 - 0     | Deportivo Paraguayo  | Ciudad de San Miguel     | 21 de septiembre | 11:00   |
| Muñiz                    | 0 - 1     | Central Ballester    | Ciudad de San Miguel     | 22 de septiembre | 11:00   |
| Defensores de Cambaceres | 2 - 2     | Yupanqui             | 12 de Octubre            | 22 de septiembre | 11:00   |
| Centro Español           | 1 - 0     | Puerto Nuevo         | Carlos Alberto Sacaan    | 22 de septiembre | 11:00   |
| Claypole                 | 0 - 1     | Atlas                | Rodolfo Vicente Capocasa | 23 de septiembre | 15:30   |
| Sportivo Barracas        | 1 - 0     | Argentino de Rosario | Nuevo Francisco Urbano   | 24 de septiembre | 15:30   |

| Fecha 4              | Fecha 4   | Fecha 4                  | Fecha 4               | Fecha 4          | Fecha 4 |
| Local                | Resultado | Visitante                | Estadio               | Fecha            | Hora    |
| -------------------- | --------- | ------------------------ | --------------------- | ---------------- | ------- |
| Deportivo Paraguayo  | 0 - 3     | Centro Español           | Juan Antonio Arias    | 27 de septiembre | 15:30   |
| Juventud Unida       | 1 - 0     | Muñiz                    | Ciudad de San Miguel  | 28 de septiembre | 11:00   |
| Argentino de Rosario | 2 - 1     | Liniers                  | José Martín Olaeta    | 28 de septiembre | 15:30   |
| Atlas                | 0 - 0     | Sportivo Barracas        | Ricardo Puga          | 29 de septiembre | 11:00   |
| Lugano               | 0 - 0     | Central Ballester        | José María Moraños    | 29 de septiembre | 11:00   |
| Puerto Nuevo         | 1 - 5     | Defensores de Cambaceres | Rubén Carlos Vallejos | 29 de septiembre | 12:00   |
| Yupanqui             | 0 - 1     | Claypole                 | Merlo                 | 30 de septiembre | 15:30   |

| Fecha 5                  | Fecha 5   | Fecha 5              | Fecha 5                  | Fecha 5      | Fecha 5 |
| Local                    | Resultado | Visitante            | Estadio                  | Fecha        | Hora    |
| ------------------------ | --------- | -------------------- | ------------------------ | ------------ | ------- |
| Liniers                  | 3 - 2     | Atlas                | Juan Antonio Arias       | 6 de octubre | 15:30   |
| Central Ballester        | 1 - 0     | Argentino de Rosario | Ciudad de San Miguel     | 7 de octubre | 15:30   |
| Defensores de Cambaceres | 2 - 1     | Deportivo Paraguayo  | 12 de Octubre            | 7 de octubre | 15:30   |
| Claypole                 | 0 - 0     | Puerto Nuevo         | Rodolfo Vicente Capocasa | 8 de octubre | 15:30   |
| Centro Español           | 1 - 3     | Juventud Unida       | Carlos Alberto Sacaan    | 8 de octubre | 15:30   |
| Muñiz                    | 0 - 1     | Lugano               | Ciudad de San Miguel     | 8 de octubre | 15:30   |
| Sportivo Barracas        | 0 - 0     | Yupanqui             | Nuevo Francisco Urbano   | 9 de octubre | 15:30   |

| Fecha 6              | Fecha 6   | Fecha 6                  | Fecha 6               | Fecha 6       | Fecha 6 |
| Local                | Resultado | Visitante                | Estadio               | Fecha         | Hora    |
| -------------------- | --------- | ------------------------ | --------------------- | ------------- | ------- |
| Deportivo Paraguayo  | 1 - 2     | Claypole                 | Juan Antonio Arias    | 12 de octubre | 11:00   |
| Atlas                | 2 - 1     | Central Ballester        | Ricardo Puga          | 12 de octubre | 12:00   |
| Puerto Nuevo         | 2 - 0     | Sportivo Barracas        | Rubén Carlos Vallejos | 12 de octubre | 15:30   |
| Argentino de Rosario | 0 - 0     | Lugano                   | José Martín Olaeta    | 12 de octubre | 15:30   |
| Juventud Unida       | 1 - 1     | Defensores de Cambaceres | Ciudad de San Miguel  | 13 de octubre | 15:30   |
| Yupanqui             | 0 - 1     | Liniers                  | Merlo                 | 14 de octubre | 15:30   |
| Centro Español       | 0 - 0     | Muñiz                    | Carlos Alberto Sacaan | 14 de octubre | 15:30   |

| Fecha 7                  | Fecha 7   | Fecha 7              | Fecha 7                  | Fecha 7       | Fecha 7 |
| Local                    | Resultado | Visitante            | Estadio                  | Fecha         | Hora    |
| ------------------------ | --------- | -------------------- | ------------------------ | ------------- | ------- |
| Liniers                  | 0 - 0     | Puerto Nuevo         | Juan Antonio Arias       | 19 de octubre | 11:00   |
| Defensores de Cambaceres | 2 - 3     | Centro Español       | 12 de Octubre            | 19 de octubre | 12:00   |
| Muñiz                    | 0 - 0     | Argentino de Rosario | Ciudad de San Miguel     | 19 de octubre | 15:30   |
| Central Ballester        | 1 - 1     | Yupanqui             | Ciudad de San Miguel     | 20 de octubre | 11:00   |
| Claypole                 | 3 - 0     | Juventud Unida       | Rodolfo Vicente Capocasa | 21 de octubre | 15:30   |
| Lugano                   | 1 - 0     | Atlas                | José María Moraños       | 21 de octubre | 15:30   |
| Sportivo Barracas        | 4 - 1     | Deportivo Paraguayo  | Nuevo Francisco Urbano   | 21 de octubre | 15:30   |

| Fecha 8                  | Fecha 8   | Fecha 8              | Fecha 8               | Fecha 8        | Fecha 8 |
| Local                    | Resultado | Visitante            | Estadio               | Fecha          | Hora    |
| ------------------------ | --------- | -------------------- | --------------------- | -------------- | ------- |
| Deportivo Paraguayo      | 0 - 1     | Liniers              | Juan Antonio Arias    | 1 de noviembre | 15:30   |
| Juventud Unida           | 1 - 1     | Sportivo Barracas    | Ciudad de San Miguel  | 2 de noviembre | 15:30   |
| Puerto Nuevo             | 1 - 1     | Central Ballester    | Rubén Carlos Vallejos | 2 de noviembre | 15:30   |
| Defensores de Cambaceres | 2 - 3     | Muñiz                | 12 de Octubre         | 3 de noviembre | 11:00   |
| Centro Español           | 2 - 5     | Claypole             | Carlos Alberto Sacaan | 3 de noviembre | 11:00   |
| Atlas                    | 2 - 0     | Argentino de Rosario | Ricardo Puga          | 4 de noviembre | 15:30   |
| Yupanqui                 | 2 - 0     | Lugano               | Merlo                 | 4 de noviembre | 15:30   |

| Fecha 9              | Fecha 9   | Fecha 9                  | Fecha 9                  | Fecha 9         | Fecha 9 |
| Local                | Resultado | Visitante                | Estadio                  | Fecha           | Hora    |
| -------------------- | --------- | ------------------------ | ------------------------ | --------------- | ------- |
| Claypole             | 1 - 1     | Defensores de Cambaceres | Rodolfo Vicente Capocasa | 8 de noviembre  | 15:30   |
| Lugano               | 0 - 0     | Puerto Nuevo             | José María Moraños       | 9 de noviembre  | 12:00   |
| Argentino de Rosario | 0 - 1     | Yupanqui                 | José Martín Olaeta       | 9 de noviembre  | 15:30   |
| Sportivo Barracas    | 0 - 1     | Centro Español           | Nuevo Francisco Urbano   | 9 de noviembre  | 15:30   |
| Central Ballester    | 0 - 2     | Deportivo Paraguayo      | Ciudad de San Miguel     | 10 de noviembre | 11:00   |
| Muñiz                | 1 - 1     | Atlas                    | Ciudad de San Miguel     | 11 de noviembre | 15:30   |
| Liniers              | 3 - 1     | Juventud Unida           | Juan Antonio Arias       | 11 de noviembre | 15:30   |

| Fecha 10                 | Fecha 10  | Fecha 10             | Fecha 10                 | Fecha 10        | Fecha 10 |
| Local                    | Resultado | Visitante            | Estadio                  | Fecha           | Hora     |
| ------------------------ | --------- | -------------------- | ------------------------ | --------------- | -------- |
| Deportivo Paraguayo      | 2 - 2     | Lugano               | Juan Antonio Arias       | 15 de noviembre | 17:00    |
| Puerto Nuevo             | 0 - 2     | Argentino de Rosario | Rubén Carlos Vallejos    | 16 de noviembre | 17:00    |
| Juventud Unida           | 2 - 3     | Central Ballester    | Ciudad de San Miguel     | 16 de noviembre | 17:00    |
| Yupanqui                 | 1 - 2     | Atlas                | Merlo                    | 17 de noviembre | 17:00    |
| Defensores de Cambaceres | 0 - 1     | Sportivo Barracas    | 12 de Octubre            | 17 de noviembre | 17:00    |
| Centro Español           | 0 - 1     | Liniers              | Carlos Alberto Sacaan    | 18 de noviembre | 17:00    |
| Claypole                 | 1 - 0     | Muñiz                | Rodolfo Vicente Capocasa | 18 de noviembre | 17:00    |

| Fecha 11             | Fecha 11  | Fecha 11                 | Fecha 11               | Fecha 11        | Fecha 11 |
| Local                | Resultado | Visitante                | Estadio                | Fecha           | Hora     |
| -------------------- | --------- | ------------------------ | ---------------------- | --------------- | -------- |
| Muñiz                | 0 - 2     | Yupanqui                 | Ciudad de San Miguel   | 23 de noviembre | 17:00    |
| Atlas                | 1 - 2     | Puerto Nuevo             | Ricardo Puga           | 23 de noviembre | 17:00    |
| Argentino de Rosario | 1 - 2     | Deportivo Paraguayo      | José Martín Olaeta     | 23 de noviembre | 17:00    |
| Lugano               | 1 - 0     | Juventud Unida           | José María Moraños     | 23 de noviembre | 17:00    |
| Liniers              | 2 - 1     | Defensores de Cambaceres | Juan Antonio Arias     | 24 de noviembre | 17:00    |
| Sportivo Barracas    | 3 - 1     | Claypole                 | Nuevo Francisco Urbano | 25 de noviembre | 17:00    |
| Central Ballester    | 1 - 2     | Centro Español           | Ciudad de San Miguel   | 25 de noviembre | 17:00    |

| Fecha 12                 | Fecha 12  | Fecha 12             | Fecha 12                 | Fecha 12        | Fecha 12 |
| Local                    | Resultado | Visitante            | Estadio                  | Fecha           | Hora     |
| ------------------------ | --------- | -------------------- | ------------------------ | --------------- | -------- |
| Puerto Nuevo             | 1 - 2     | Yupanqui             | Rubén Carlos Vallejos    | 30 de noviembre | 17:00    |
| Defensores de Cambaceres | 2 - 1     | Central Ballester    | 12 de Octubre            | 1 de diciembre  | 17:00    |
| Juventud Unida           | 3 - 0     | Argentino de Rosario | Ciudad de San Miguel     | 1 de diciembre  | 17:00    |
| Claypole                 | 1 - 0     | Liniers              | Rodolfo Vicente Capocasa | 1 de diciembre  | 17:00    |
| Deportivo Paraguayo      | 3 - 0     | Atlas                | Juan Antonio Arias       | 2 de diciembre  | 17:00    |
| Sportivo Barracas        | 4 - 1     | Muñiz                | Nuevo Francisco Urbano   | 2 de diciembre  | 17:00    |
| Centro Español           | 0 - 0     | Lugano               | Carlos Alberto Sacaan    | 3 de diciembre  | 17:00    |

| Fecha 13             | Fecha 13  | Fecha 13                 | Fecha 13             | Fecha 13       | Fecha 13 |
| Local                | Resultado | Visitante                | Estadio              | Fecha          | Hora     |
| -------------------- | --------- | ------------------------ | -------------------- | -------------- | -------- |
| Yupanqui             | 0 - 0     | Deportivo Paraguayo      | Merlo                | 6 de diciembre | 17:00    |
| Lugano               | 0 - 0     | Defensores de Cambaceres | José María Moraños   | 7 de diciembre | 17:00    |
| Argentino de Rosario | 2 - 1     | Centro Español           | José Martín Olaeta   | 7 de diciembre | 17:00    |
| Muñiz                | 2 - 0     | Puerto Nuevo             | Ciudad de San Miguel | 7 de diciembre | 17:00    |
| Liniers              | 0 - 2     | Sportivo Barracas        | Juan Antonio Arias   | 8 de diciembre | 17:00    |
| Central Ballester    | 0 - 2     | Claypole                 | Ciudad de San Miguel | 9 de diciembre | 17:00    |
| Atlas                | 0 - 1     | Juventud Unida           | Ricardo Puga         | 9 de diciembre | 17:00    |

1. ↑  Suspendidos por las condiciones climáticas. Se jugaron el 10 de septiembre, a partir de las 15:30.
2. ↑  Suspendidos por las condiciones climáticas. Se jugaron el 15 de octubre, a partir de las 15:30.
3. ↑  Suspendido por el mal estado del campo de juego. Se jugó el 15 de octubre, a partir de las 15:30.
4. ↑  Suspendido por las condiciones climáticas. Se jugó el 5 de noviembre, a partir de las 15:30.

## Torneo Clausura

### Tabla de posiciones
| Pos. | Equipo                   | Pts. | PJ | PG | PE | PP | GF | GC | Dif. |
| ---- | ------------------------ | ---- | -- | -- | -- | -- | -- | -- | ---- |
| 01.º | Atlas                    | 16   | 6  | 5  | 1  | 0  | 12 | 1  | 11   |
| 02.º | Liniers                  | 14   | 6  | 5  | 0  | 1  | 11 | 6  | 5    |
| 03.º | Defensores de Cambaceres | 13   | 6  | 4  | 1  | 1  | 15 | 8  | 7    |
| 04.º | Deportivo Paraguayo      | 13   | 5  | 4  | 1  | 0  | 8  | 2  | 6    |
| 05.º | Lugano                   | 9    | 6  | 2  | 3  | 1  | 5  | 4  | 1    |
| 06.º | Puerto Nuevo             | 7    | 5  | 2  | 1  | 2  | 4  | 5  | −1   |
| 07.º | Central Ballester        | 5    | 6  | 1  | 3  | 2  | 6  | 7  | −1   |
| 08.º | Yupanqui                 | 5    | 6  | 1  | 2  | 3  | 7  | 9  | −2   |
| 09.º | Claypole                 | 4    | 4  | 1  | 1  | 2  | 2  | 3  | −1   |
| 10.º | Sportivo Barracas        | 4    | 6  | 0  | 4  | 2  | 4  | 9  | −5   |
| 11.º | Juventud Unida           | 4    | 6  | 1  | 1  | 4  | 5  | 12 | −7   |
| 12.º | Centro Español           | 3    | 5  | 0  | 3  | 2  | 3  | 6  | −3   |
| 13.º | Argentino de Rosario     | 3    | 6  | 0  | 3  | 3  | 4  | 9  | −5   |
| 14.º | Muñiz                    | 3    | 5  | 1  | 0  | 4  | 3  | 8  | −5   |

|  | El equipo que ocupara esta posición al finalizar la disputa habría jugado la final por el título de campeón. |

| 1. 2. |

#### Evolución de las posiciones
| Equipo / Fecha           | 1    | 2    | 3    | 4    | 5    | 6    |
| ------------------------ | ---- | ---- | ---- | ---- | ---- | ---- |
| Argentino de Rosario     | 14.º | 13.º | 13.º | 14.º | 14.º | 13.º |
| Atlas                    | 04.º | 01.º | 03.º | 03.º | 01.º | 01.º |
| Central Ballester        | 07.º | 10.º | 05.º | 06.º | 06.º | 07.º |
| Centro Español           | 10.º | 10.º | 10.º | 12.º | 12.º | 12.º |
| Claypole                 | 10.º | 12.º | 11.º | 08.º | 08.º | 09.º |
| Defensores de Cambaceres | 02.º | 07.º | 04.º | 04.º | 04.º | 03.º |
| Deportivo Paraguayo      | 04.º | 03.º | 02.º | 01.º | 02.º | 04.º |
| Juventud Unida           | 03.º | 05.º | 08.º | 10.º | 09.º | 11.º |
| Liniers                  | 01.º | 02.º | 01.º | 02.º | 03.º | 02.º |
| Lugano                   | 04.º | 04.º | 07.º | 05.º | 05.º | 05.º |
| Muñiz                    | 13.º | 14.º | 14.º | 11.º | 13.º | 02.º |
| Puerto Nuevo             | 10.º | 06.º | 05.º | 09.º | 10.º | 06.º |
| Sportivo Barracas        | 07.º | 08.º | 09.º | 12.º | 11.º | 10.º |
| Yupanqui                 | 09.º | 09.º | 12.º | 07.º | 07.º | 08.º |

| 1. 2. 3. |

### Resultados
| Fecha 1              | Fecha 1   | Fecha 1                  | Fecha 1               | Fecha 1       | Fecha 1 |
| Local                | Resultado | Visitante                | Estadio               | Fecha         | Hora    |
| -------------------- | --------- | ------------------------ | --------------------- | ------------- | ------- |
| Lugano               | 1 - 0     | Claypole                 | José María Moraños    | 7 de febrero  | 17:00   |
| Atlas                | 1 - 0     | Centro Español           | Ricardo Puga          | 8 de febrero  | 17:00   |
| Puerto Nuevo         | 0 - 1     | Deportivo Paraguayo      | Rubén Carlos Vallejos | 8 de febrero  | 17:00   |
| Liniers              | 3 - 1     | Muñiz                    | Juan Antonio Arias    | 9 de febrero  | 17:00   |
| Argentino de Rosario | 0 - 2     | Defensores de Cambaceres | José Martín Olaeta    | 9 de febrero  | 17:00   |
| Central Ballester    | 1 - 1     | Sportivo Barracas        | Rubén Carlos Vallejos | 10 de febrero | 17:00   |
| Yupanqui             | 1 - 2     | Juventud Unida           | Merlo                 | 12 de febrero | 17:00   |

| Fecha 2                  | Fecha 2   | Fecha 2              | Fecha 2                  | Fecha 2       | Fecha 2 |
| Local                    | Resultado | Visitante            | Estadio                  | Fecha         | Hora    |
| ------------------------ | --------- | -------------------- | ------------------------ | ------------- | ------- |
| Defensores de Cambaceres | 1 - 4     | Atlas                | 12 de Octubre            | 15 de febrero | 17:00   |
| Liniers                  | 1 - 0     | Central Ballester    | Juan Antonio Arias       | 16 de febrero | 17:00   |
| Centro Español           | 1 - 1     | Yupanqui             | Carlos Alberto Sacaan    | 16 de febrero | 17:00   |
| Muñiz                    | 0 - 2     | Deportivo Paraguayo  | José María Moraños       | 17 de febrero | 17:00   |
| Claypole                 | 2 - 1     | Argentino de Rosario | Rodolfo Vicente Capocasa | 17 de febrero | 17:00   |
| Sportivo Barracas        | 1 - 1     | Lugano               | Nuevo Francisco Urbano   | 17 de febrero | 17:00   |
| Juventud Unida           | 1 - 2     | Puerto Nuevo         | Ramón Roque Martín       | 17 de febrero | 17:00   |

| Fecha 3              | Fecha 3   | Fecha 3                  | Fecha 3               | Fecha 3       | Fecha 3 |
| Local                | Resultado | Visitante                | Estadio               | Fecha         | Hora    |
| -------------------- | --------- | ------------------------ | --------------------- | ------------- | ------- |
| Argentino de Rosario | 0 - 0     | Sportivo Barracas        | José Martín Olaeta    | 21 de febrero | 17:00   |
| Puerto Nuevo         | 1 - 1     | Centro Español           | Rubén Carlos Vallejos | 23 de febrero | 17:00   |
| Lugano               | 0 - 1     | Liniers                  | José María Moraños    | 23 de febrero | 17:00   |
| Atlas                | 0 - 0     | Claypole                 | Ricardo Puga          | 24 de febrero | 17:00   |
| Deportivo Paraguayo  | 1 - 0     | Juventud Unida           | Juan Antonio Arias    | 24 de febrero | 17:00   |
| Central Ballester    | 2 - 1     | Muñiz                    | Rubén Carlos Vallejos | 24 de febrero | 17:00   |
| Yupanqui             | 1 - 2     | Defensores de Cambaceres | Merlo                 | 25 de febrero | 17:00   |

| Fecha 4                  | Fecha 4   | Fecha 4              | Fecha 4                  | Fecha 4       | Fecha 4 |
| Local                    | Resultado | Visitante            | Estadio                  | Fecha         | Hora    |
| ------------------------ | --------- | -------------------- | ------------------------ | ------------- | ------- |
| Muñiz                    | 1 - 0     | Juventud Unida       | José María Moraños       | 29 de febrero | 17:00   |
| Centro Español           | 0 - 2     | Deportivo Paraguayo  | Carlos Alberto Sacaan    | 1 de marzo    | 17:00   |
| Central Ballester        | 2 - 2     | Lugano               | Rubén Carlos Vallejos    | 1 de marzo    | 17:00   |
| Defensores de Cambaceres | 2 - 0     | Puerto Nuevo         | 12 de Octubre            | 2 de marzo    | 17:00   |
| Liniers                  | 4 - 2     | Argentino de Rosario | Carlos Alberto Sacaan    | 2 de marzo    | 17:00   |
| Sportivo Barracas        | 0 - 4     | Atlas                | Nuevo Francisco Urbano   | 2 de marzo    | 17:00   |
| Claypole                 | 0 - 1     | Yupanqui             | Rodolfo Vicente Capocasa | 2 de marzo    | 17:00   |

| Fecha 5              | Fecha 5   | Fecha 5                  | Fecha 5               | Fecha 5     | Fecha 5 |
| Local                | Resultado | Visitante                | Estadio               | Fecha       | Hora    |
| -------------------- | --------- | ------------------------ | --------------------- | ----------- | ------- |
| Atlas                | 2 - 0     | Liniers                  | Ricardo Puga          | 8 de marzo  | 17:00   |
| Juventud Unida       | 1 - 1     | Centro Español           | Ramón Roque Martín    | 9 de marzo  | 17:00   |
| Deportivo Paraguayo  | 2 - 2     | Defensores de Cambaceres | Juan Antonio Arias    | 9 de marzo  | 17:00   |
| Yupanqui             | 2 - 2     | Sportivo Barracas        | Merlo                 | 10 de marzo | 17:00   |
| Lugano               | 1 - 0     | Muñiz                    | José María Moraños    | 10 de marzo | 17:00   |
| Argentino de Rosario | 1 - 1     | Central Ballester        | José Martín Olaeta    | 11 de marzo | 17:00   |
| Puerto Nuevo         | -         | Claypole                 | Rubén Carlos Vallejos | 11 de marzo | 17:00   |

| Fecha 6                  | Fecha 6   | Fecha 6              | Fecha 6                  | Fecha 6     | Fecha 6 |
| Local                    | Resultado | Visitante            | Estadio                  | Fecha       | Hora    |
| ------------------------ | --------- | -------------------- | ------------------------ | ----------- | ------- |
| Defensores de Cambaceres | 6 - 1     | Juventud Unida       | 12 de Octubre            | 14 de marzo | 11:00   |
| Lugano                   | 0 - 0     | Argentino de Rosario | José María Moraños       | 15 de marzo | 16:00   |
| Sportivo Barracas        | 0 - 1     | Puerto Nuevo         | Nuevo Francisco Urbano   | 15 de marzo | 16:00   |
| Central Ballester        | 0 - 1     | Atlas                | José María Moraños       | 16 de marzo | 16:00   |
| Liniers                  | 2 - 1     | Yupanqui             | Carlos Alberto Sacaan    | 16 de marzo | 16:00   |
| Muñiz                    | -         | Centro Español       | José María Moraños       | 17 de marzo | 16:00   |
| Claypole                 | -         | Deportivo Paraguayo  | Rodolfo Vicente Capocasa | 17 de marzo | 16:00   |

1. ↑  Suspendido por las condiciones climáticas. Se jugó el 11 de febrero a partir de las 17:00.
2. ↑  Suspendido por las condiciones climáticas. Se jugó el 19 de febrero a partir de las 17:00.
3. ↑  Suspendido a los 2' del primer tiempo por las condiciones climáticas, con el resultado 0-0. Se completó el 7 de marzo a partir de las 17:00.
4. ↑  Suspendido a los 17' del segundo tiempo por las condiciones climáticas, con el resultado 0-1. Se completó el 6 de marzo a partir de las 17:00.
5. ↑  Suspendido a los 20' del segundo tiempo por las condiciones climáticas, con el resultado 1-2. Se completó el 19 de febrero a partir de las 17:00.
6. ↑  Suspendido por las condiciones climáticas. Se jugará oportunamente.
7. ↑  Suspendido por las condiciones climáticas. Se jugó el 16 de marzo a partir de las 15:30.
8. ↑  Suspendidos por la pandemia de coronavirosis.

## Tabla general de posiciones
Es la sumatoria de los puntos obtenidos en ambos torneos, Apertura y Clausura. Iba a usarse para determinar la desafiliación y los eventuales clasificados al Torneo reducido por el segundo ascenso.
| Pos. | Equipo                   | Pts. | PJ | PG | PE | PP | GF | GC | Dif. |
| ---- | ------------------------ | ---- | -- | -- | -- | -- | -- | -- | ---- |
| 01.º | Liniers                  | 42   | 19 | 14 | 1  | 4  | 31 | 17 | 14   |
| 02.º | Atlas                    | 36   | 19 | 11 | 3  | 5  | 26 | 14 | 12   |
| 03.º | Claypole                 | 31   | 17 | 9  | 4  | 4  | 20 | 11 | 9    |
| 04.º | Sportivo Barracas        | 31   | 19 | 8  | 7  | 4  | 24 | 18 | 6    |
| 05.º | Defensores de Cambaceres | 29   | 19 | 8  | 5  | 6  | 34 | 26 | 8    |
| 06.º | Deportivo Paraguayo      | 28   | 18 | 8  | 4  | 6  | 23 | 19 | 4    |
| 07.º | Lugano                   | 25   | 19 | 5  | 10 | 4  | 12 | 14 | −2   |
| 08.º | Juventud Unida           | 24   | 19 | 7  | 3  | 9  | 21 | 28 | −7   |
| 09.º | Yupanqui                 | 22   | 19 | 5  | 7  | 7  | 19 | 19 | 0    |
| 10.º | Centro Español           | 21   | 18 | 5  | 6  | 7  | 18 | 22 | −4   |
| 11.º | Puerto Nuevo             | 20   | 18 | 5  | 5  | 8  | 14 | 22 | −8   |
| 12.º | Central Ballester        | 17   | 19 | 4  | 6  | 9  | 17 | 24 | −7   |
| 13.º | Argentino de Rosario     | 14   | 19 | 3  | 5  | 11 | 11 | 23 | −12  |
| 14.º | Muñiz                    | 13   | 18 | 3  | 4  | 11 | 12 | 25 | −13  |

|  | Ganador del Torneo Apertura. Estaba clasificado a la final por el campeonato.                                                                                 |
|  | Los equipos que ocuparan estas posiciones al finalizar la disputa participarían, en algún momento, del torneo reducido por el segundo ascenso a la Primera C. |
|  | El equipo que ocupara esta posición sufriría la suspensión temporaria de su afiliación por una temporada.                                                     |

#### Evolución de las posiciones
| Equipo / Fecha           | 1    | 2    | 3    | 4    | 5    | 6    | 7    | 8    | 9    | 10   | 11   | 12   | 13   | 14   | 15   | 16   | 17   | 18   | 19   |
| ------------------------ | ---- | ---- | ---- | ---- | ---- | ---- | ---- | ---- | ---- | ---- | ---- | ---- | ---- | ---- | ---- | ---- | ---- | ---- | ---- |
| Argentino de Rosario     | 10.º | 14.º | 14.º | 10.º | 13.º | 11.º | 11.º | 13.º | 14.º | 12.º | 13.º | 13.º | 13.º | 13.º | 13.º | 13.º | 14.º | 13.º | 13.º |
| Atlas                    | 04.º | 02.º | 02.º | 01.º | 05.º | 02.º | 04.º | 03.º | 03.º | 03.º | 04.º | 04.º | 04.º | 04.º | 04.º | 04.º | 03.º | 02.º | 02.º |
| Central Ballester        | 09.º | 13.º | 10.º | 08.º | 08.º | 08.º | 09.º | 08.º | 11.º | 08.º | 11.º | 12.º | 12.º | 11.º | 12.º | 12.º | 12.º | 11.º | 12.º |
| Centro Español           | 10.º | 09.º | 06.º | 06.º | 07.º | 07.º | 07.º | 07.º | 05.º | 05.º | 05.º | 05.º | 06.º | 09.º | 08.º | 08.º | 10.º | 10.º | 10.º |
| Claypole                 | 07.º | 05.º | 07.º | 07.º | 06.º | 05.º | 02.º | 02.º | 02.º | 02.º | 02.º | 03.º | 03.º | 03.º | 03.º | 03.º | 02.º | 03.º | 03.º |
| Defensores de Cambaceres | 04.º | 08.º | 08.º | 05.º | 04.º | 04.º | 06.º | 06.º | 07.º | 07.º | 10.º | 08.º | 08.º | 06.º | 07.º | 07.º | 06.º | 06.º | 05.º |
| Deportivo Paraguayo      | 02.º | 04.º | 05.º | 09.º | 10.º | 12.º | 13.º | 14.º | 13.º | 13.º | 12.º | 10.º | 10.º | 08.º | 06.º | 05.º | 05.º | 05.º | 06.º |
| Juventud Unida           | 04.º | 07.º | 04.º | 04.º | 02.º | 03.º | 05.º | 05.º | 06.º | 06.º | 07.º | 06.º | 05.º | 05.º | 05.º | 06.º | 07.º | 07.º | 08.º |
| Liniers                  | 01.º | 01.º | 01.º | 03.º | 01.º | 01.º | 01.º | 01.º | 01.º | 01.º | 01.º | 01.º | 01.º | 01.º | 01.º | 01.º | 01.º | 01.º | 01.º |
| Lugano                   | 07.º | 09.º | 13.º | 13.º | 09.º | 10.º | 08.º | 10.º | 10.º | 09.º | 06.º | 09.º | 09.º | 07.º | 09.º | 09.º | 09.º | 08.º | 07.º |
| Muñiz                    | 13.º | 12.º | 12.º | 14.º | 14.º | 14.º | 14.º | 12.º | 12.º | 14.º | 14.º | 14.º | 14.º | 14.º | 14.º | 14.º | 13.º | 14.º | 14.º |
| Puerto Nuevo             | 14.º | 06.º | 09.º | 11.º | 11.º | 09.º | 10.º | 09.º | 09.º | 11.º | 09.º | 11.º | 11.º | 12.º | 11.º | 11.º | 11.º | 12.º | 11.º |
| Sportivo Barracas        | 03.º | 03.º | 03.º | 02.º | 03.º | 06.º | 03.º | 04.º | 04.º | 04.º | 03.º | 02.º | 02.º | 02.º | 02.º | 02.º | 04.º | 04.º | 04.º |
| Yupanqui                 | 10.º | 09.º | 11.º | 12.º | 12.º | 13.º | 12.º | 11.º | 08.º | 10.º | 08.º | 07.º | 07.º | 10.º | 10.º | 10.º | 08.º | 09.º | 09.º |

| 1. 2. 3. |

## Goleadores
| Jugador            | Equipo            | Goles | Jugada | Penal |
| ------------------ | ----------------- | ----- | ------ | ----- |
| Julio Martínez     | Sportivo Barracas | 7     | 6      | 1     |
| Alexander Pastrana | Yupanqui          | 7     | 7      | 0     |
| Leandro Fleita     | Centro Español    | 6     | 5      | 1     |

## Entrenadores
| Listado de entrenadores  | Listado de entrenadores       | Listado de entrenadores |
| Equipo                   | Entrenador/es                 | Fechas                  |
| ------------------------ | ----------------------------- | ----------------------- |
| Argentino de Rosario     | Marcelo Vaquero               | 1.ª a 19.ª              |
| Atlas                    | Néstor Retamar                | 1.ª a 19.ª              |
| Central Ballester        | Gabriel Farías                | 1.ª a 19.ª              |
| Centro Español           | Matias Modolo y Sergio Orsini | 1.ª a 19.ª              |
| Claypole                 | Roque Drago                   | 1.ª a 19.ª              |
| Defensores de Cambaceres | Jorge Casanueva               | 1.ª a 19.ª              |
| Deportivo Paraguayo      | Fabian Cabello                | 1.ª a 19.ª              |
| Juventud Unida           | Lucas Crespín                 | 1.ª a 19.ª              |
| Liniers                  | Damián Troncoso               | 1.ª a 19.ª              |
| Lugano                   | Blas Viedma                   | 1.ª a 19.ª              |
| Muñiz                    | Alberto Insaurralde           | 1.ª a 19.ª              |
| Puerto Nuevo             | Carlos Pereyra                | 1.ª a 19.ª              |
| Sportivo Barracas        | Cristian Ferlauto             | 1.ª a 19.ª              |
| Yupanqui                 | Juan Palermo                  | 1.ª a 19.ª              |